# اوستانا
اوستانا (به ایتالیایی: Ostana) یک کومونه در ایتالیا است که در استان کونیو واقع شده‌است.

## خصوصیات
اوستانا ۱۶٫۸ کیلومترمربع مساحت و ۷۴ نفر جمعیت دارد و ۱٬۲۵۰ متر بالاتر از سطح دریا واقع شده‌است.